# عدوى المكورات العقدية من المجموعة ب
عدوى المكورات العقدية من المجموعة ب، المعروفة أيضًا بمرض المكورات العقدية من المجموعة ب أو عقديات المجموعة ب، هي العدوى التي تسببها بكتيريا العقدية القاطعة للدر (المعروفة أيضًا باسم العقدية من المجموعة ب أو جي بي إس). قد تسبب عدوى العقدية من المجموعة ب مرضًا خطيرًا وفي بعض الحالات، الوفاة. خاصةً لدى الأطفال حديثي الولادة وكبار السن ومن يعانون من ضعف في جهاز المناعة. 
كغيرها من البكتيريا الخبيثة، تحتوي العقدية من المجموعة ب على عدد هام من عوامل الضراوة، وأهمها عديد السكاريد المحفظي (الغني بحمض السياليك)، وذيفان مشكل للمسام، هو الإنزيم الحال للدم-بيتا. قد تكون محفظة العقدية من المجموعة ب عامل الضراوة الرئيسي لأنها تساعد العقدية من المجموعة ب على الهروب من آليات دفاع المضيف التي تتدخل في قتل العقدية من المجموعة ب بالبلعمة من قبل الخلايا البلعمية البشرية. يعتبر الإنزيم الحال للدم-بيتا الذي تفرزه العقدية من المجموعة ب مطابقًا تقريبًا لصباغ العقدية من المجموعة ب (غراناداين). 
اكتُشفت العقدية من المجموعة ب كعامل ممرض بين الماشية من قبل إدموند نوكارد وموليرو في أواخر ثمانينيات القرن التاسع عشر. يمكن أن تسبب التهاب الثدي البقري لدى الأبقار الحلوب. يشير اسم النوع «القاطعة للدر» بمعنى «لا تنتج حليب»، إلى هذا.
وُصفت أهميتها كعامل ممرض بشري لأول مرة في عام 1938، عندما أبلغ فراي عن ثلاث حالات قاتلة من عدوى النفاس التي تسببها العقدية من المجموعة ب. في أوائل ستينيات القرن العشرين، أُعلنت العقدية من المجموعة ب سببًا رئيسيًا للعدوى لدى حديثي الولادة.
بشكل عام، تعد العقدية من المجموعة ب بكتيريا تعايشية غير ضارة كونها جزءًا من مجهريات البقعة البشرية التي تستعمر الجهاز الهضمي والمسالك البولية التناسلية لدى ما يصل إلى 30% من البالغين الأصحاء (الناقلون عديمو أعراض).

## النتائج المخبرية
كما ذُكر سابقًا، العقدية القاطعة للدر عبارة عن مكورات إيجابية الغرام تميل لتشكيل سلاسل، وهي حالة للدم، وسلبية الكاتلاز، ولاهوائية اختيارية. تنمو العقدية من المجموعة ب بسهولة على أطباق الآغار الدموي كمستعمرات ميكروبية محاطة بمنطقة ضيقة من الإنزيم الحال للدم-بيتا. تتميز العقدية من المجموعة ب بوجودها في جدار الخلية لمولد ضد المجموعة ب بحسب تصنيف لانسفيلد والذي يمكن اكتشافه مباشرةً في البكتيريا السليمة باستخدام اختبارات تراص اللاتكس.
يعد اختبار كامب أيضًا اختبارًا مهمًا للكشف عن العقدية من المجموعة ب. يعمل عامل كامب بشكل تآزري مع الإنزيم الحال للدم-بيتا الذي تنتجه المكورات العنقودية ما يؤدي إلى انحلال كريات الدم الحمراء في الأغنام أو الأبقار. تستطيع العقدية من المجموعة ب أيضًا تحليل الهيبورات، ويمكن استخدام هذا الاختبار للكشف عن العقدية من المجموعة ب.
تنتج سلالات العقدية من المجموعة ب الحالّة صبغة بوليين غير إيزوبرينويدية بلون أحمر برتقالي-قرميدي (غراناداين) عند زراعتها في وسط غرانادا، ما يسمح بالكشف المباشر عنها.
يمكن أيضًا الكشف عن العقدية من المجموعة ب بسهولة باستخدام الطرق الحديثة مثل مطيافية الكتلة باستخدام التفاظ/تأيين الليزر بمساعدة المطرس مع مطياف زمن الطيران وتقنيات تضخيم الأحماض النووية.
بالإضافة إلى ذلك، يمكن الكشف عن مستعمرات العقدية من المجموعة ب بعد ظهورها في وسط الآغار المولد للون. مع ذلك، يجب تحديد المستعمرات الشبيهة بالعقدية من المجموعة ب التي تتطور في الأوساط المولدة للون باستخدام اختبارات إضافية موثوقة (مثل تراص اللاتكس أو اختبار كامب) لتجنب احتمال خطأ الكشف. 

### الاستعمار مقابل العدوى
توجد العقدية من المجموعة ب في الجهاز الهضمي والجهاز البولي التناسلي للإنسان وهي مكون طبيعي لمجهريات البقعة البشرية المعوية والمهبلية لدى بعض النساء. وجدت دراسات مختلفة أن معدل وجود مستعمرات العقدية من المجموعة ب في المهبل يتراوح بين 4-36%، إذ أبلغت معظم الدراسات عن معدلات تتجاوز نسبة 20%. 
يكون الاستعمار المهبلي أو المستقيمي متقطعًا أو مؤقتًا أو مستمرًا. قد تعزو هذه الاختلافات في معدل الانتشار المبلغ عنه للمستعمرات اللا عرضية (غياب أعراض للمرض) إلى طرق الكشف المختلفة المستخدمة، والاختلافات بين فئات السكان المدروسة. رغم أن العقدية من المجموعة ب مستعمر غير ضار ولا يترافق بأعراض هضمية لدى نحو 30% من البالغين الأصحاء، بما في ذلك النساء الحوامل، يمكن لهذه البكتيريا الانتهازية غير المؤذية، في بعض الظروف، أن تسبب التهابات خطيرة. 

## الحمل
رغم أن مستعمرات العقدية من المجموعة ب لا تترافق بأعراض ولا تسبب مشاكل بشكل عام، قد تسبب في بعض الأحيان مرضًا خطيرًا للأم والطفل أثناء الحمل وبعد الولادة. قد تسبب عدوى العقدية من المجموعة ب في الأم التهاب المشيماء والسلى (عدوى داخل السلى أو عدوى شديدة في أنسجة المشيمة) في حالات نادرة، والتهابات ما بعد الولادة (بعد الولادة) وقد ارتبطت بوفيات الخدج والأجنة.
قد تحرض عدوى الجهاز البولي بالعقدية من المجموعة ب، أكثر من 100,000 سي إف يو (وحدة عد المستعمرات)/مل، المخاض لدى النساء الحوامل وتسبب الولادة المبكرة والإجهاض وتتطلب العلاج بالمضادات الحيوية. يجب اعتبار وجود العقدية من المجموعة ب في بول المرأة الحامل، مهما كان عدد المستعمرات، إشارةً على وجود مستعمرات العقدية من المجموعة ب بشكل مكثف ومؤشرًا للمضادات الحيوية الوقائية أثناء الولادة.

### حديثي الولادة
في العالم الغربي، تعد العقدية من المجموعة ب (في حالة عدم وجود تدابير وقائية فاعلة) السبب الرئيسي للعدوى البكتيرية لدى الأطفال حديثي الولادة، مثل إنتان الدم والالتهاب الرئوي والتهاب السحايا، والتي قد تؤدي إلى الوفاة أو آثار طويلة المدى. 
تنقسم عدوى العقدية من المجموعة ب عند الأطفال حديثي الولادة إلى نوعين سريريين، المرض مبكر الظهور (بداية مبكرة للعقدية من المجموعة ب) والمرض متأخر الظهور (بداية متأخرة للعقدية من المجموعة ب). تظهر العقدية من المجموعة ب ببداية مبكرة بين 0 و7 أيام بعد الولادة، إذ تظهر معظم الحالات خلال 24 ساعة من الولادة. تظهر العقدية من المجموعة ب ببداية متأخرة بين 7 و90 يومًا بعد الولادة.
المتلازمات السريرية الأكثر شيوعًا للعقدية من المجموعة ب ببداية مبكرة هي الإنتان بدون مكان واضح، وذات الرئة، والتهاب السحايا في كثير من الأحيان. يحدث تجرثم الدم في 80-85% وذات الرئة في 10-15% والتهاب السحايا في 5-10% من الحالات. تشمل النتائج السريرية الأولية أعراض تنفسية في أكثر من 80% من الحالات. غالبًا ما يكون لدى حديثي الولادة المصابين بالتهاب السحايا عرض سريري أولي مماثل له لدى غير المصابين بالتهاب السحايا. غالبًا ما يكون فحص السائل الدماغي الشوكي ضروريًا لاستبعاد التهاب السحايا.
تعد مستعمرات العقدية من المجموعة ب أثناء المخاض عامل الخطر الأساسي لتطوير العقدية من المجموعة ب ببداية مبكرة. تنتقل العقدية من المجموعة ب ببداية مبكرة انتقالًا عموديًا، من خلال تعرض الجنين أو الطفل للعقدية من المجموعة ب من مهبل الأم الحاوي على مستعمرات، إما في الرحم (بسبب العدوى المتصاعدة) أو أثناء الولادة، بعد تمزق الأغشية. يمكن أيضًا إصابة الرضع أثناء المرور عبر قناة الولادة؛ ومع ذلك، يمكن للأطفال حديثي الولادة الذين يصابون بالعقدية من المجموعة ب بهذا الطريق أن يصبحوا مستعمرين فقط، وعادةً لا يصاب هؤلاء الرضع المستعمرين بالعقدية من المجموعة ب ببداية مبكرة.